# Francesca (Album)
Francesca ist ein Jazzalbum des David Murray Quartet. Die am 26. und 27. November 2023 in den Hardstudios in Winterthur entstandenen Aufnahmen erschienen am 17. Mai 2024 auf Intakt Records.

## Hintergrund
Francesca wurde nach einer ausgedehnten Europatournee von einem neuen Quartett unter der Leitung von David Murray in der Schweiz aufgenommen. Es enthält sieben Eigenkompositionen Murrays und eine Komposition des Pianisten Don Pullen als Hommage an seinen Pianistenkollegen Muhal Richard Abrams. Zwei der Titel, „Shenzhen“ und „Richard’s Tune“ von Pullen, spielt Murray auf der Bassklarinette. David Murray nahm das Album mit der Pianistin Marta Sánchez, dem Bassisten Luke Stewart und dem Schlagzeuger Russell Carter auf. Das Titelstück ist Murrays Frau, Francesca Cinelli-Murray, gewidmet.

## Titelliste
- David Murray Quartet with Marta Sanchez, Luke Stewart and Russell Carter: Francesca (Intakt CD 422)[2]

1. Francesca 10:54
2. Ninno 10:03
3. Shenzhen 7:09
4. Come and Go 6:42
5. Am Gone Get Some 6:09
6. Richard’s Tune (Don Pullen) 6:21
7. Free Mingus 7:58
8. Cycles and Seasons 8:51

Wenn nicht anders vermerkt, stammen die Kompositionen von David Murray.

## Rezeption

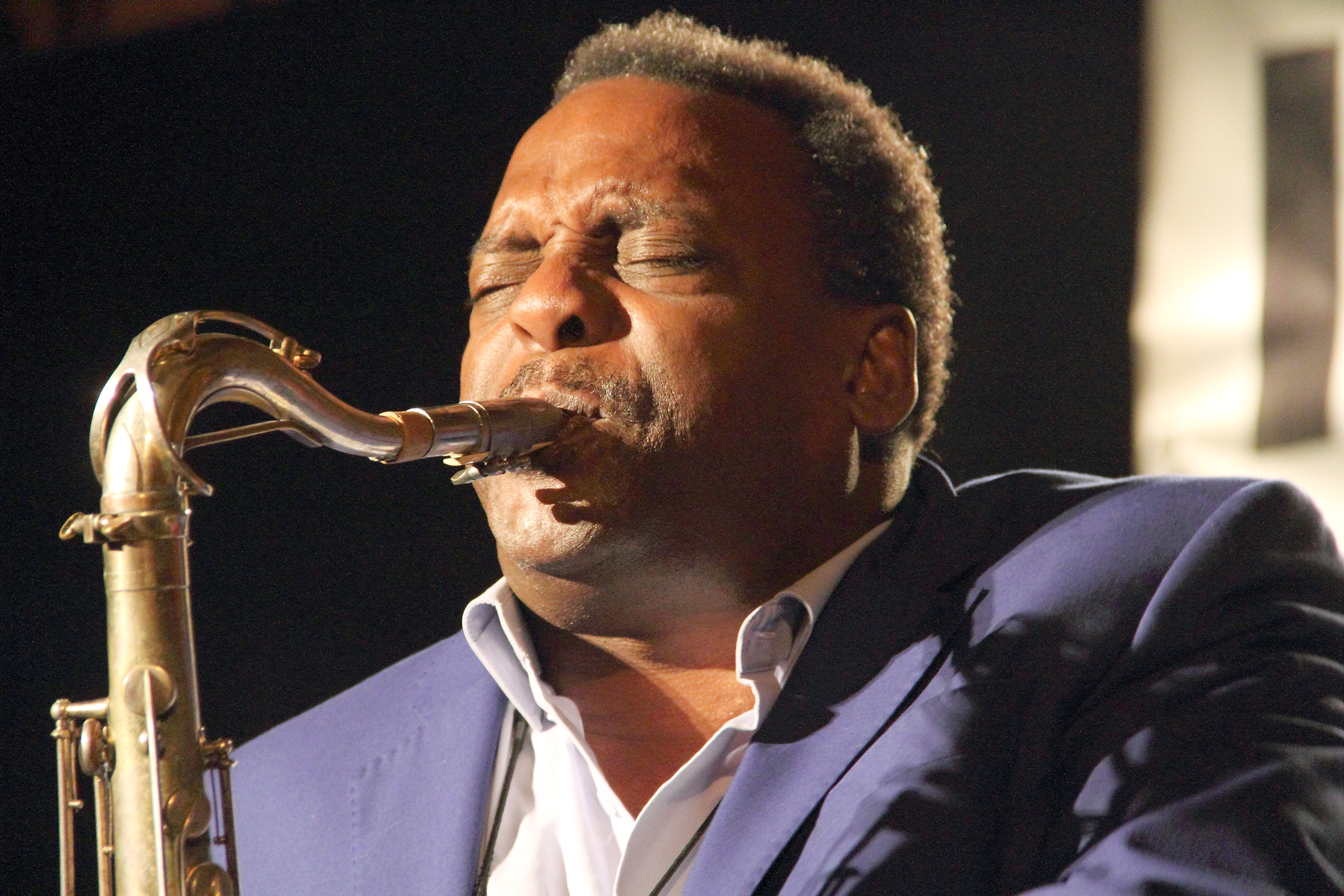
David Murray & Class Struggle auf dem INNtöne Jazzfestival 2018

Nach Ansicht von Mike Jurkovic, der das Album in All About Jazz rezensierte, würde David Murray, der seit seiner stürmischen und historischen Zeit als Gründer des World Saxophone Quartet eine Jazz-Legende sei, mit einer Rhythmusgruppe der nächsten Generation und mit dem herausragenden Werk „Francesca“ triumphieren. Mit einem Durchschnittsalter von ungefähr 36 Jahren bringe Murray, der fast 70-jährige Veteran, den jungen Leuten Musik und Feuer, und „Francesca“ würde mit einer ganz eigenen bluesigen Coolness zum Leben erwachen.
Sein Intensitätsaufbau und der Einsatz der oberen Lage des Saxophons oder der Bassklarinette sind auf allen acht Titeln deutlich zu erkennen, schrieb Tony Dudley-Evans (London Jazz News). Einige hätten dieses regelmäßige Muster Murrays kritisiert, aber seine Soli besäßen zweifellos eine Logik und Kohärenz und vermittelten tatsächlich ein Gefühl von Dramatik und Spannung. Marta Sanchez und Bassist Luke Stewart würden beide Murrays Mischung aus Respekt vor der Tradition und Akzeptanz zeitgenössischer Bewegungen im Jazz teilen, während Schlagzeuger Russell Carter auf seiner Liebe zum Spiel von Max Roach aufbaue, ohne es tatsächlich zu kopieren.
Es würde eine große Freude bereiten, David Murray, der bald 70 ist, mit so wacher Präsenz sein Tenorsaxophon spielen zu hören, an der Spitze einer so agilen und reaktionsfreudigen Band, schrieb Nate Chinen, der das Album zu den besten Neuerscheinungen des Jahres zähltr. Marta Sánchez, Luke Stewart und Russell Carter seien mehr als nur eine starke junge Rhythmusgruppe, gegen die Murray antreten kann; sie würden auch eine abenteuerlustige Jazz-Kohorte repräsentieren, die erwachsen wurde, als ihnen Murrays kräftiger Sound in den Ohren rasselte. Das schwingende Gleichgewicht, das sie alle gemeinsam finden, sei ein willkommener Balsam.
Das Album gelangte im Juli 2024 auf #6 bei dem von Tom Hull erhobenen Mid-Year Jazz Critics Poll.